# Springfield (Floryda)
Springfield – miasto w Stanach Zjednoczonych, w stanie Floryda, w hrabstwie Bay.